# Lance livre

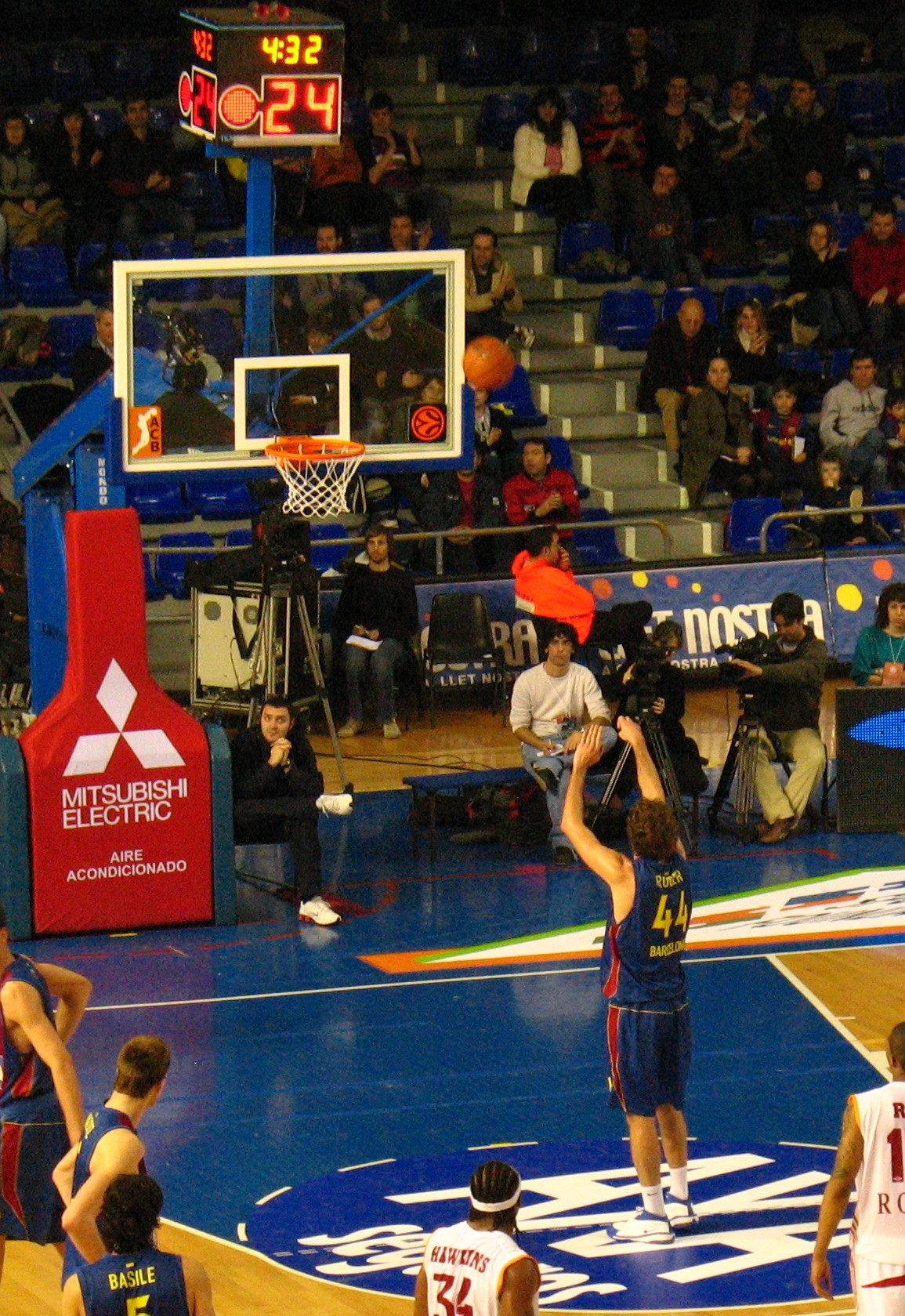
Roger Grimau fazendo um arremesso de lance livre em uma partida da Euroliga em fevereiro de 2008.

No basquetebol, o Lançamento Livre, ou Arremesso Livre, ocorre quando o jogador sofre falta no ato de arremessar. O árbitro então assinala a infracção e determina a cobrança de lances livres. Neste momento, a bola está morta e o cronómetro parado. A equipe que sofreu a falta é beneficiada com o arremesso do Lançamento Livre, onde o jogador que sofreu a falta, obrigatoriamente, deve arremessar a bola na cesta sempre da mesma posição, atrás de uma linha, chamada de “foul line”, que fica a uma distância de 5,8 metros da linha de fundo e 4,6 metros da tabela, e dentro de um tempo de 5 segundos. Os demais jogadores colocam-se nos espaços ao longo da área restritiva para a disputa dos rebotes. Caso o jogador acerte a cesta, ele marca 1 ponto. Se o último lance livre de uma sequência não for convertido, jogadores de ambos os times podem disputar o rebote pela posse de bola.
Conforme o livro de regras do basquete, "um lance livre é uma oportunidade dada ao jogador para marcar um (1) ponto, sem marcação, de uma posição atrás da linha de lance livre e dentro do semicírculo."
Os lances livres no basquetebol ocorrem em duas situações, a saber:

1- Quando um dos times excede o limite de faltas e, a partir da próxima falta em qualquer lugar da quadra é marcado 2 lances livres.

2- Quando o jogador faz o movimento de arremesso a cesta e sofre a falta. Caso a bola caia na cesta, valem os pontos e é marcado 1 lance livre. Caso a bola não caia, vale a falta e lances livres. Se a falta for cometida quando o jogador estava dentro da linha dos 3 pontos, ele tem direito a 2 lances livres. Já se a falta for cometida quando o jogador estava atrás da linha dos 3 pontos, ele tem direito a 3 lances livres

## Estilos de Arremesso no Lance Livre
Segundo as regras do esporte, num lance livre, o jogador poderá utilizar qualquer método de arremesso desde que a bola acerte a parte superior da cesta antes de tocar o solo. Desta forma, ao longo do tempo, vários estilos de arremesso no Lance Livre já foram utilizados, conforme demonstra a tabela abaixo:
| Estilo                               | Posição do Corpo       | Movimento | Adeptos |
| ------------------------------------ | ---------------------- | --- | --- |
| Ortodoxo                             | De frente para a cesta | O jogador segura a bola com as duas mãos por cima da cabeça, fazendo um ângulo obtuso com seu cotovelo. A bola é arremessada com o movimento dos antebraços apenas                                                    | Quase 100% dos jogadores. |
| Ortodoxo                             | de lado para a cesta   | O jogador segura a bola com as duas mãos por cima da cabeça, fazendo um ângulo obtuso com seu cotovelo. A bola é arremessada com o movimento dos antebraços apenas                                                    | Alex Garcia |
| Com apenas 1 das mãos                | De frente para a cesta | O jogador arremessa a bola na cesta com apenas 1 das mãos, sem o apoio da outra mão. | Don Nelson |
| "Toque de Vôlei"                     | De frente para a cesta | O jogador arremessa a bola na cesta como se estivesse dando o chamado "toque", muito utilizado pelo levantador no voleibol.                                                                                           | Bill Cartwright |
| Push Shot                            | De frente para a cesta | Ao invés de arremessar, é como se o jogador empurrasse a bola para a cesta | Michael Adams |
| Cobrança de Lateral                  | De frente para a cesta | Os arremessos são feitos com as mãos partindo por detrás da cabeça. Ou seja, a bola é arremessada como se o jogador estivesse fazendo uma Cobrança de Lateral do futebol.                                             | Jamaal Wilkes |
| "Arremesso por Baixo" ou "Lavadeira" | De frente para a cesta | Conhecido nos EUA como underhand free throw ou jocosamente como granny shot (algo como "arremesso de vovozinha"). Basicamente, o arremesso é feito por baixo, lançando a bola do meio das pernas, de baixo para cima. | - Rick Barry foi o mais notório jogador a utilizá-lo. - Outro que o utilizou foi o brasileiro Ubiratan. - Apesar de ter sido a forma predominante de arremesso de lance livre até meados da década de 1950, caiu em desuso e atualmente é utilizado apenas por iniciantes. |

## Realização de um bom arremesso
Segundo Byra Bello, comentarista do basquete no canal SporTV, para se ter um bom arremesso, é necessário obedecer a 4 pontos fundamentais para uma boa performance: equilíbrio, olhos na cesta, posição do cotovelo (diretamente abaixo da bola) e movimento final.

## Ver Também
- Hack-a-Shaq